# Spinne (Laborgerät)

Skizze einer Labordestillation mit einer Spinne (5) und Spitzkolben (6)

Eine Spinne – auch Euter- oder Spinnvorlage genannt – ist ein Laborgerät aus Glas als Teil einer Apparatur zur Vakuumdestillation. Die Spinne erlaubt es dabei, durch Drehen mehrere Fraktionen in einzelne Rund- oder Spitzkolben zu leiten, ohne die Destillation zu unterbrechen.
Nachteile der Spinne, neben der begrenzten Anzahl der Fraktionen sind, dass sie sehr präzise eingespannt werden muss, weil es sonst zu Glasbrüchen kommen kann und bei Druckerniedrigung im Verlauf der Destillation merkliche Verluste der niedrig siedenden Fraktionen vorkommen. Zudem können in einigen Fällen durch Diffusion über die Gasphase nachweisbare Vermischungen der Fraktionen auftreten.
Eine kompliziertere und glastechnisch aufwändigere Alternative zur Spinne ist der Vorstoß nach Anschütz-Thiele, bei dem es die oben genannten Probleme allerdings nicht gibt.

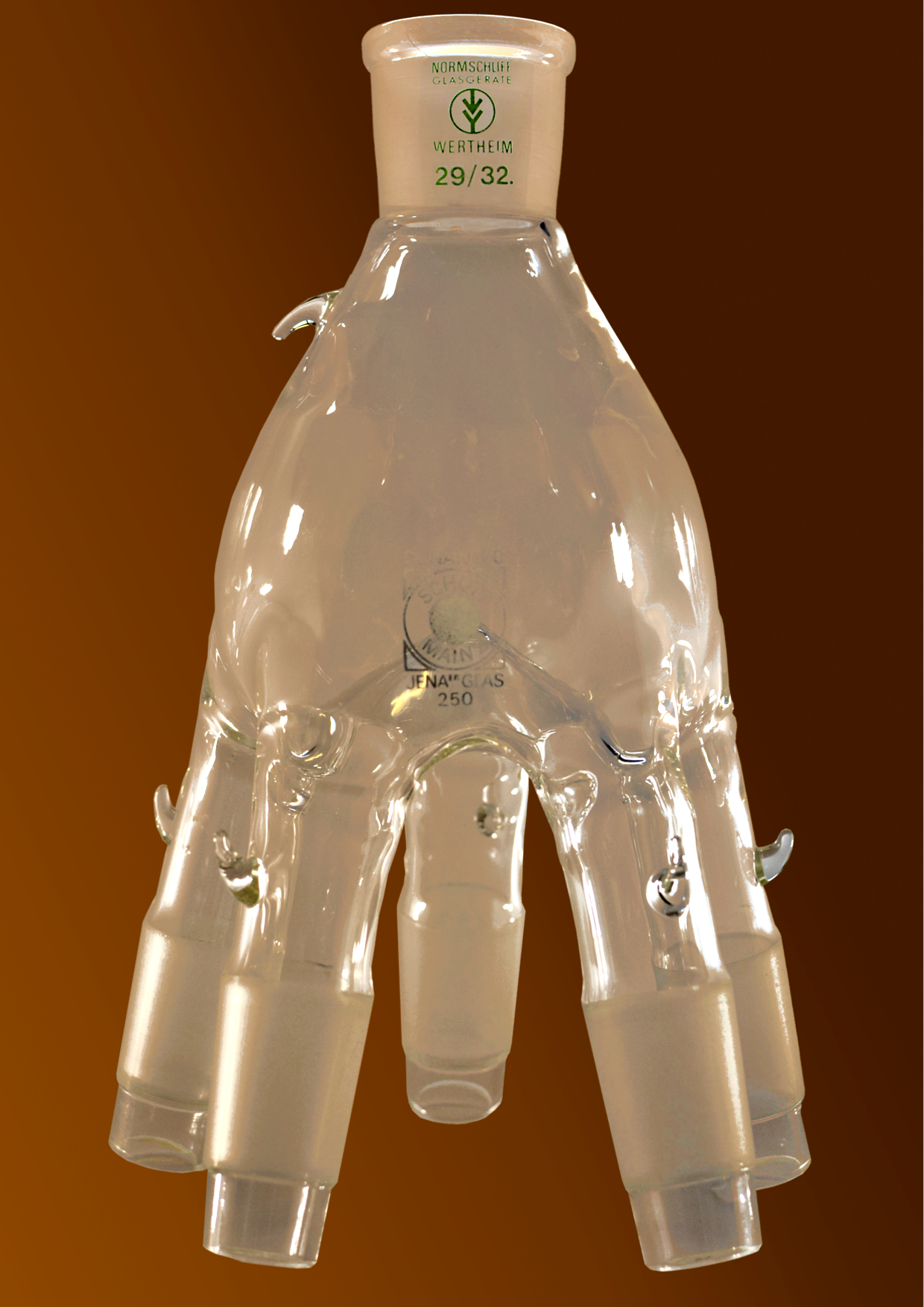
Spinne mit Normschliff (NS) 29/32 Anschlusshülse (oben) und Normschliff 14/23 Anschlüssen für fünf Vorlagekolben (unten)
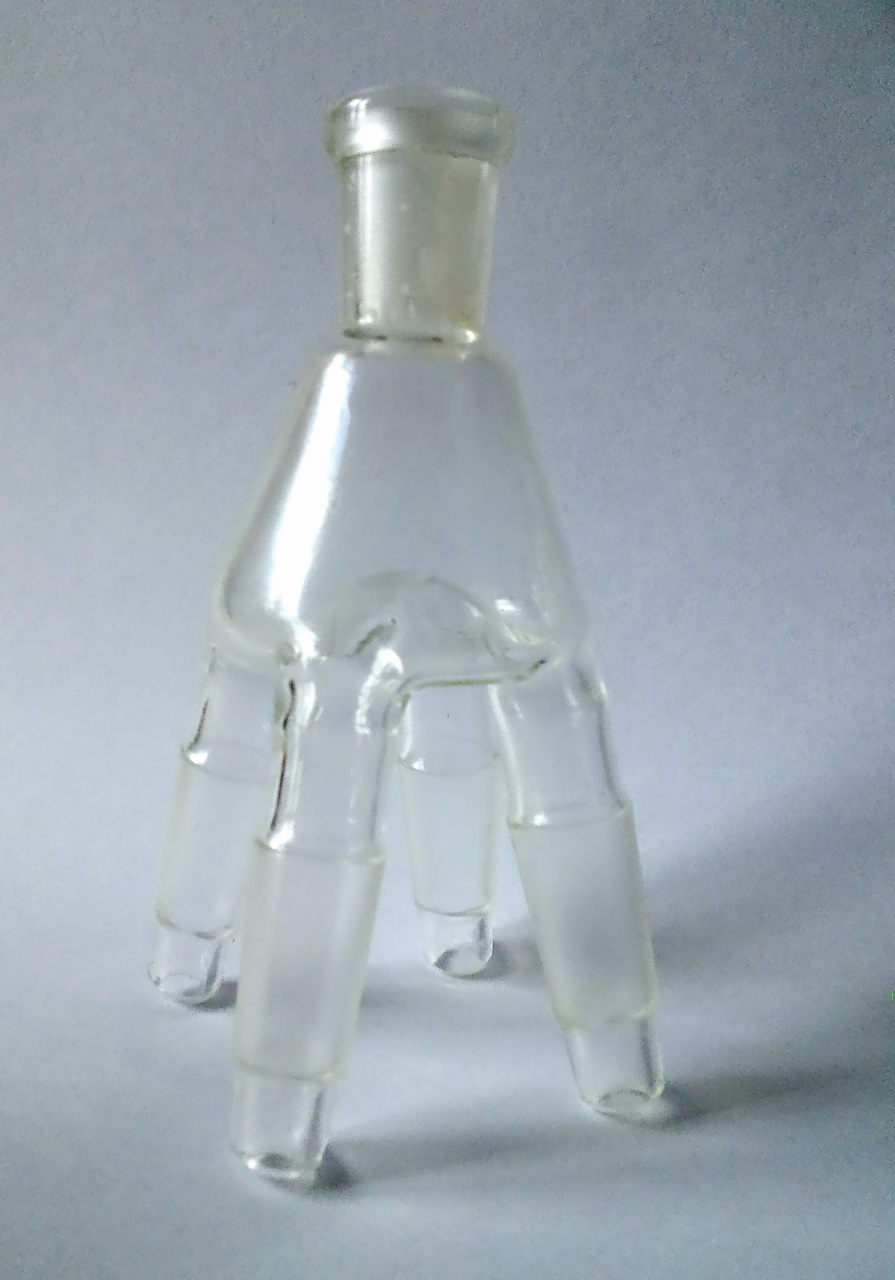
Spinne mit NS 14/23-Anschlusshülse (oben) und NS 14/23 Anschlüssen für vier Vorlagekolben (unten)
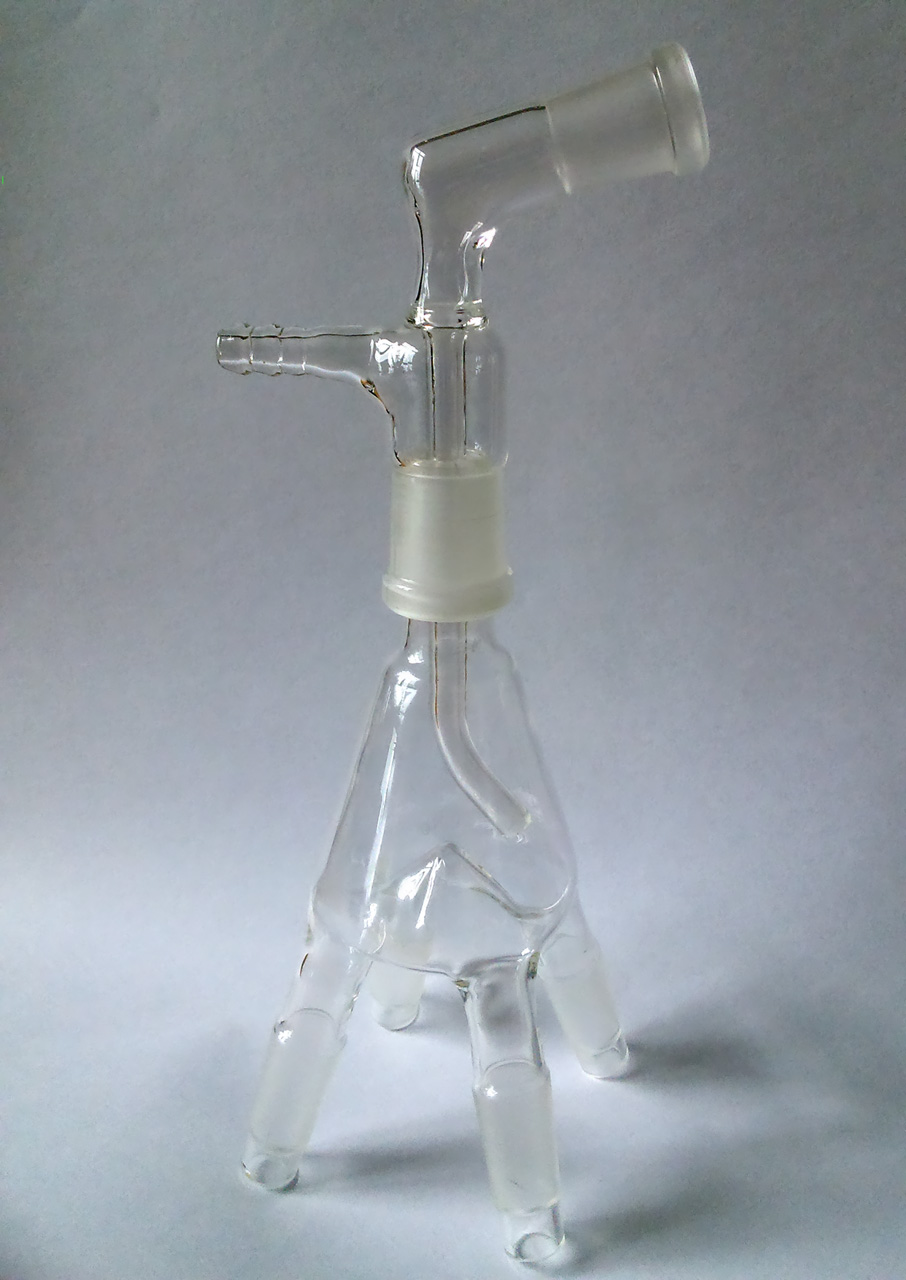
Spinne mit NS 14/23-Anschlusskern und aufgesetztem gewinkeltem Destillationsvorstoß (oben) und NS 14/23 Anschlüssen für vier Vorlagekolben (unten)